# 가압펌프

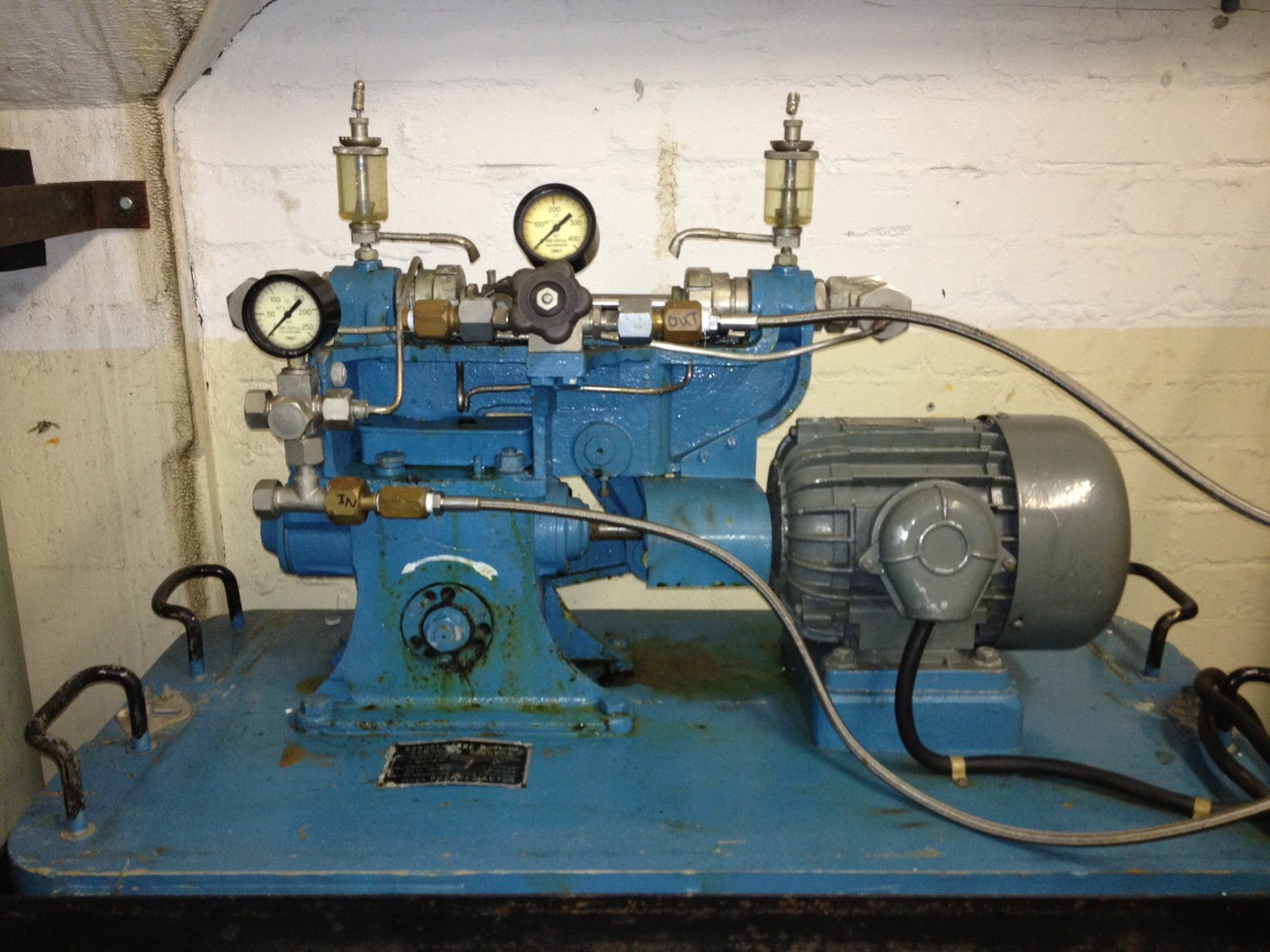

가압펌프 또는 부스터 펌프(booster pump)는 유체의 압력을 증가시키는 기계이다. 액체나 기체에 사용할 수 있지만 유체에 따라 구조는 다양하다. 가스 부스터는 가스 콤프레샤와 비슷하지만 1단계 압축만을 하므로 구조가 더 단순한 편이다. 2단계 부스터도 만들어진다.